# Maicón Thiago Pereira de Souza
Maicón (bürgerlich Maicón Thiago Pereira de Souza; * 14. September 1985 in Rio de Janeiro) ist ein brasilianischer Fußballspieler, der aktuell beim Grêmio FBPA unter Vertrag ist.

## Karriere
Der 184 cm große und 87 kg schwere offensive Mittelfeldspieler begann seine Profikarriere 2003 bei Madureira EC, einem brasilianischen Drittligisten aus Rio de Janeiro. Von 2004 bis 2005 war Maicon beim Fluminense FC aktiv. Im Januar 2006 kehrte er zu Madureira EC zurück und wurde anschließend im September 2006 an Bangu AC und von Oktober bis Dezember 2006 an Botafogo FR, wo er zu fünf Einsätzen kam, ausgeliehen. Im Januar 2007 kehrte er zu seinem Heimatverein Madureira EC zurück.
Zu Beginn der Saison 2007/08 wechselte Maicón für etwa 600.000 Euro zum deutschen Bundesligisten MSV Duisburg, wo er einen Vierjahresvertrag erhielt. Am 1. September 2007, als er erstmals in der Bundesliga in der Startelf stand, schoss Maicón gegen Arminia Bielefeld sein erstes Bundesligator für den MSV Duisburg; es blieb aber in 20 Einsätzen sein einziger Treffer. Am Ende der Saison stiegen die Zebras wieder in die 2. Bundesliga ab. Obwohl er in seinen Einsätzen für den MSV meist mit Spielwitz und Ideen zu gefallen wusste, konnte er sich weder unter Ex-Trainer Rudi Bommer noch unter seinem Nachfolger Peter Neururer, der eine auf Sicherheit angelegte Doppelsechs-Variante bevorzugte, dauerhaft in die Startformation spielen und kam daher nur zu acht weiteren Einsätzen in der Saison 2008/09, in denen er zwei Treffer erzielte.
Deshalb wurde er im September 2009 für ein Jahr an den brasilianischen Zweitligisten Figueirense FC ausgeliehen. Dort war er wieder ein Teil der Stammelf und konnte überzeugen, sodass er im Sommer 2010 fest verpflichtet wurde. Am Ende des Jahres konnte er mit dem Verein in die Série A aufsteigen.
Im Januar 2012 wechselte Maicón zum Ligakonkurrenten und Top-Klub FC São Paulo, wo er auch ein wichtiger Bestandteil der Mannschaft wurde.

## Erfolge
Fluminense
- Taça Rio: 2005
- Campeonato Carioca: 2005

Madureira
- Taça Rio: 2006

Grêmio
- Copa do Brasil: 2016
- Recopa Sudamericana: 2018
- Staatsmeisterschaft von Rio Grande do Sul: 2019